# Charly Musonda
Charles „Charly“ Musonda (* 15. Oktober 1996 in Brüssel als Musonda Musonda) ist ein belgischer Fußballspieler, der bei Anorthosis Famagusta unter Vertrag steht.

## Karriere

### Verein
Musonda begann seine Karriere bei KAA Gent, ehe er zum RSC Anderlecht wechselte. In Belgien konnte er internationales Interesse erwecken und wechselte 2012 mit seinen Brüdern nach England zum FC Chelsea. Mit Chelsea spielte er in den Saisonen 2013/14 und 2014/15 in der Youth League. Im März 2015 wurde sein Vertrag bis Juni 2019 verlängert.
Nachdem er bei Chelsea nie im Profikader stand, wurde er im Januar 2016 bis zum Saisonende nach Spanien an Betis Sevilla verliehen. In Sevilla gab er am 7. Februar 2016 sein Profidebüt gegen den FC Valencia und stand dabei direkt in der Startelf. Eine Woche später erzielte er beim Remis gegen Deportivo La Coruña sein erstes Tor, als er in der Anfangsphase den Ausgleich per Kopfball erzielte. In der Wintertransferphase kehrte er zum FC Chelsea zurück. Im Januar 2018 wurde er für 18 Monate an Celtic Glasgow verliehen, kehrte aber vorzeitig wieder zurück. Am letzten Tag des Transferfensters im Sommer 2018 wurde er an den niederländischen Erstligisten Vitesse Arnheim verliehen. Aufgrund einer Knieverletzung, die er zu Beginn seiner Zeit bei Arnheim erlitt, kam er nur zu vier Ligaspielen in zwei Jahren.
In der Saison 2020/21 gehörte er wieder zum Kader der Jugend des FC Chelsea. Aufgrund der Knieverletzung bestritt er nur zwei Spiele in der gesamten Saison. Mit Ende der Saison 2021/22 wurde sein Vertrag bei FC Chelsea nicht verlängert. Ein Engagement beim belgischen Zweitligisten Zulte Waregem kam nicht zustande, da er kurz vor der geplanten Vertragsunterzeichnung unangekündigt verschwand und für mehrere Tage nicht auffindbar war. Anfang August 2022 begann er beim spanischen Zweitligisten UD Levante zu trainieren, wo er Mitte des Monats einen Vertrag mit einer Laufzeit von zwei Jahren und einer Verlängerungsoption von weiteren zwei Jahren unterschrieb.
Ende September 2023 wechselte er nach Zypern zu Anorthosis Famagusta.

### Nationalmannschaft
Musonda durchlief diverse belgische Jugendnationalteams. Im November 2014 debütierte er für die U-21-Auswahl.

## Persönliches
Sein Vater Charly Musonda sr. war sambischer Nationalspieler. Seine Brüder Lamisha und Tika sind ebenfalls Fußballspieler.

## Erfolge
- Schottischer Meister: 2018
- Schottischer Pokalsieger: 2018